# Shotgun Justice
Shotgun Justice — шестой студийный альбом канадской спид/трэш-метал группы Razor. Это последний альбом с басистом Адамом Карло, и первый с вокалистом Бобом Ридом.

## Список композиций
Слова и музыка всех песен группа Razor.
1. Miami — 3:15
2. United by Hatred — 2:42
3. Violence Condoned — 2:22
4. Electric Torture — 2:49
5. Meaning of Pain — 3:10
6. Stabbed in the Back — 2:17
7. Shotgun Justice — 3:16
8. Parricide — 2:45
9. American Luck — 2:33
10. Brass Knuckles — 3:15
11. Burning the Bridges — 2:20
12. Concussion — 2:25
13. Cranial Stomp — 2:31
14. The Pugilist — 3:45

## Участники записи
- Боб Рейд — вокал
- Дейв Карло — гитара
- Адам Карло — бас-гитара
- Роб Миллс — ударные